# PSA Airlines
PSA Airlines (сокращённо PSA) — региональная авиакомпания Соединённых Штатов Америки, базирующаяся в Международном аэропорту Дейтона имени Джеймса М.Кокса, Вандалия (Огайо), США . Компания работает под торговой маркой (брендом) American Eagle Airlines магистральной авиакомпании American Airlines и полностью принадлежит авиационному холдингу US Airways Group.
PSA Airlines содержит базы экипажей воздушных судов в Ноксвилле (Теннесси), Шарлотт (Северная Каролина), Дейтоне (Огайо) и в Региональном аэропорту Акрон-Кантон (Грин, штат Огайо).

## История
Авиакомпания PSA Airlines была основана в 1979 году с первоначальным названием Vee Neal Airlines по имени своего владельца Ви Нила Фрея (англ. Vee Neal Frey) и начала пассажирские перевозки из города Латроуб, штат Пенсильвания. 1 мая 1980 года были введены регулярные рейсы между Латроубом и Питтсбургом, полёты выполнялись на самолётах Cessna 402.
В декабре 1983 года авиакомпания сменила своё название на Jetstream International Airlines (JIA), отразив тем самым недавнее приобретение двух турбовинтовых самолётов Handley Page Jetstream. В следующем году штаб-квартира авиакомпании была перенесена из Латроуба в город Эри (Пенсильвания).
26 сентября 1985 года произошло слияние двух региональных авиакомпаний Jetstream International Airlines и Piedmont Airlines, 1 августа следующего года JIA становится полностью дочерней компанией холдинга, а в ноябре 1987 года сам холдинг был приобретён магистральной авиакомпанией USAir (впоследствии US Airways).
С 1 июля 1988 года JIA продолжила выполнение коммерческих авиаперевозок под торговой маркой (брендом) USAir Allegheny Commuter из транзитного Международного аэропорта Филадельфии. Несколько позднее бренд региональных авиаперевозчиков Allegheny Commuter был изменён на существующий в настоящее время US Airways Express , а 1 ноября 1995 года с целью защиты торговой марки некогда крупной региональной авиакомпании Западного побережья США Pacific Southwest Airlines (также приобретённой USAir) название Jetstream International Airlines было изменено на PSA Airlines.

## Флот
По состоянию на июль 2021 года воздушный флот авиакомпании PSA Airlines составляли следующие самолёты:
На июль 2021 года средний возраст воздушных судов PSA Airlines составлял 9,9 лет.